# Satoshi Kitamura
Satoshi Kitamura  (きたむら さとし?, Kitamura Satoshi) (Tokyo, 1956) è uno scrittore e illustratore giapponese di libri di immagini per bambini.
Nel 1983 ha ricevuto il Mother Goose Award per il più emozionante nuovo contenuto all'illustrazione britannica di Angry Arthur (scritto da Hiawyn Oram). Si trasferisce dal Giappone in Inghilterra a Londra prima di tornare a Tokyo nel 2008.

## Biografia
Satoshi Kitamura è nato nel 1956 a Tokyo. Dopo aver abbandonato la scuola per perseguire l'arte, Kitamura decise di lavorare come artista grafico. Non è stato qualificato come artista, ma all'età di 19 anni ha cominciato a fare l'illustratore per pubblicità e riviste. Si trasferisce da Tokyo a Londra nel 1979 dove ha lavorato principalmente nella progettazione di biglietti d'auguri. Più di venti produttori hanno rifiutato il suo lavoro finché Klaus Flugge di Andersen Press gli ha chiesto di illustrare Angry Arthur nel 1981, dopo aver esposto il suo lavoro alla Galleria su Neal Street nel giardino convel. Da allora ha pubblicato 20 dei suoi libri, oltre a illustrarne molti altri.
Dice che quando era giovane ha letto dei fumetti e ammette che questi hanno avuto una grande influenza sul suo stile, riferendosi a Kamishibai come un'influenza precoce, così come la storia di Heinrich Schliemann raccontata da un insegnante di scuola primaria. Il suo lavoro è conosciuto per le sue prospettive eccentriche, attenzione unica ai dettagli e ai personaggi e il frequente inserimento di animali o personaggi-animali, molto spesso gatti. Gli stivali del gatto sono un suo un carattere ricorrente. Ad esempio i due libri di bordo e "The Comic Adventures of Boots", un libro di immagini il cui stile ricorda la grafica dei romanzi e dei fumetti.
I suoi collaboratori più stretti sono Hiawyn Oram, Roger McGough e John Agard. Satoshi Kitamura ha lavorato con Colin McNaughton per creare "Once Upon an Ordinary School Day" pubblicato nel 2004 e Sheep in Wolves' Clothing adattato a serie d'animazione proiettata sulla BBC e venduta anche ai mercati esteri.
Nel 2008 ha lasciato Londra ed è tornato in Giappone per prendersi cura dei genitori, continuando però a viaggiare e lavorare per gli editori di tutto il mondo. Oltre a scrivere e illustrare libri per bambini, Satoshi è stato commissionato per vari progetti tra cui i poster di Tokyo Underground e per la segnaletica dell'ospedale per bambini di Birmingham. Traduce anche Elmer della serie Patchwork Elephant di David McKee per il mercato giapponese.

## Premi
- Il Mother Goose Award per il più emozionante nuovo contenuto all'illustrazione britannica per Angry Arthur, scritta da Hiawyn Oram.(1993)
- Il New York Times Libro noto dell'anno per When Sheep Cannot Sleep
- Il National Art Library Award ( Victoria and Albert Museum per la sua illustrazione "A Ring of Words", una Poesia Antologica editato da Roger McGough(1999)[4]).
- un Smarties Silver Award per Me and My Cat? (2000)

## Revisioni
"L'audace e luminoso stile di Satoshi Kitamura si distingue come un faro nell'oceano" (T.E.S) "Non ci può essere un modo migliore per iniziare se non con le splendide illustrazioni di Kitamura." (Osservatore) "Satoshi Kitamura ha prodotto alcuni dei più bei libri nell'ultima dozzina d'anni »

## Libri Illustrati
- Twinkle, Twinkle Firefly da John Agard e Grace Nichols, 2010
- Tiger Dead! Tiger Dead! Stories from the Caribbean da John Agard, Grace Nichols, 2009?
- Millie's Marvellous Hat da Satoshi Kitamura, 2009,  favorita fra i candidati , Kate Greenaway Medal*The Young Inferno da John Agard, 2008
- Let's Send an Efuto  da Satoshi Kitamura, Motoko Matsuda, 2007
- Stone Age Boy  da Satoshi Kitamura, 2007
- What's Wrong with My Hair?  da Satoshi Kitamura, 2007
- Efuto da Satoshi Kitamura, 2007
- Play With Me!  da Satoshi Kitamura, 2007
- Hello, Who's There?  da Satoshi Kitamura, 2006
- Jackdaw Jinx da Kathy Ashford, 2006
- The Carnival of the Animals da Gerard Benson, Judith Chernaik, Cicely Herbert (editori), 2005
- Pablo the Artist da Satoshi Kitamura, 2005
- Igor, the Bird that Couldn't Sing da Satoshi Kitamura, 2005
- Once Upon an Ordinary School Day da Colin McNaughton, 2004
- Hello H2O da John Agard, 2003
- Einstein: The Girl Who Hated Maths da John Agard, 2002
- Under the Moon and Over the Sea da John Agard, Grace Nichols (editore), Satoshi Kitamura (illustratore, contribuente), 2002
- The Comic Adventures of Boots da Satoshi Kitamura, 2002 - "Revisione"
- For Every Child the Rights of the Child da Desmond Tutu (Prefazione) Satoshi Kitamura (contribuente), 2000
- Points of View with Professor Peekaboo da John Agard, 2000
- Weblines  da John Agard, 2000
- Me and my Cat da Satoshi Kitamura, 1999
- Kaze, Tsmetai Kaze, (The Wind, The Called Wind) da Leslie Norris, 1999
- Morris MacMillipede - the Toast of Brussels Sprout da Mick Fitzmaurice, 1999
- The Spotted Unicorn da Roger McGough, 1998
- A Friend for Boots da Satoshi Kitamura, 1998
- Bathtime Boots da Satoshi Kitamura, 1998
- The Ring of Words,  da Roger McGough (editore), 1998
- From the Devil's Pulpit da John Agard, 1997
- Cat is Sleepy da Satoshi Kitamura, 1997
- Dog is Thirsty da Satoshi Kitamura, 1997
- Duck is Dirty da Satoshi Kitamura, 1997
- Squirrel is Hungry da Satoshi Kitamura, 1997
- Goldfish Hide And Seek da Satoshi Kitamura, 1997
- Out of the Deep da Hiawyn Oram, 1996
- Sheep in Wolves' Clothing da Satoshi Kitamura, 1996 (Adattato in una serie TV da HIT Entertainment nel 2000)
- Paper Dinosaurs: A cut-out book da Satoshi Kitamura, 1996
- The adventures of Morris MacMillipede da Mick Fitzmaurice, 1996
- Fly with the Birds: A word and rhyme book da Richard Edwards, 1996
- We animals would like a word with you da John Agard, 1996
- Eureka!: Me and my Body da Stephen Webster, 1994
- Eureka!: Inside my House da Stephen Webster, 1994
- Eureka!: Living and Working Together da Brenda Walpole, 1994
- Eureka!: Hello, is anyone there?  da Brenda Walpole, 1994
- A Boy wants a Dinosaur da Hiawyn Oram, 1993
- A Creepy Crawly Song Book da Carl Lewis (musica) Hiawyn Oram (cantata), 1993
- The Oxfam Book of Children's Stories: South and North,  East and West da Michael Rosen (editore), 1992
- From Acorn to Zoo and Everything in Between In Alphabetical Order da Satoshi Kitamura, 1992
- Lily takes a Walk da Satoshi Kitamura, 1991
- Speaking for Ourselves da Hiawyn Oram, 1990
- UFO Diary da Satoshi Kitamura, 1989
- Ned and the Joybaloo da Hiawyn Oram, 1989
- A Children's Chorus (antologia), 1989
- Captain Toby da Satoshi Kitamura, 1988
- When Sheep Cannot Sleep: The counting book da Satoshi Kitamura, 1988
- In the Attic da Hiawyn Oram, 1988
- My Friend Mr. Morris (Share-A-Story) da Pat Thomsen, 1988
- Scrapyard da Andy Soutter, 1988
- What's Inside: The Alphabet book da Satoshi Kitamura, 1987
- The Happy Christmas Book (anthology) da Alison Sage (redatto) Helen Wire (compilato), 1987
- Paper Jungle: A cut-out book da Satoshi Kitamura, 1986
- The Flying Trunk da Naomi Lewis, 1986
- Sky in the Pie  da Roger McGough, 1985
- The Great Games Book da Satoshi Kitamura, (contribuente)  1985
- Angry Arthur da Hiawyn Oram, 1983